# Sechster Syrischer Krieg
Der Sechste Syrische Krieg war eine erneute Auseinandersetzung zwischen dem ptolemäischen Ägypten und den Seleukiden. Er dauerte von 169 v. Chr. bis 168 v. Chr. und wurde ähnlich dem Fünften Syrische Krieg auch von einer Auseinandersetzung zwischen der Römischen Republik und Makedonien begleitet, welche als Dritter Makedonischer Krieg bezeichnet wird. Diese Auseinandersetzung führte dazu, dass Makedonien und Griechenland römische Provinzen wurden. Das Kriegsende in Makedonien war fast unmittelbar auch das Ende des Krieges um Syrien. Erneut war die Minderjährigkeit des ägyptischen Königs der Auslöser, nur dass diese diesmal von seinen Regenten ausgenutzt wurde und nicht von den Seleukiden. Ergebnis war die endgültige Etablierung Roms als bestimmende Macht im östlichen Mittelmeer.

## Vorgeschichte
Im Jahr 180 v. Chr. war Ptolemaios V. gestorben und sein sechsjähriger Sohn Ptolemaios VI. unter der Regentschaft seiner Mutter Kleopatra I. sein Nachfolger geworden. Ein Jahr darauf starb in Makedonien König Philipp V., dem Perseus folgte. Dieser begann alsbald damit, in der hellenistischen Welt eine Koalition gegen Rom zu schmieden.
Kleopatra starb im Jahr 176 v. Chr., woraufhin die Regentschaft von zwei Mitgliedern des Hofes, Eulaios und Lenaios, übernommen wurden, die recht bald Maßnahmen zur Rückeroberung des im Fünften Syrischen Krieg verlorenen Syriens einleiteten. Im Jahr darauf wurde Ptolemaios VI. mit seiner Schwester Kleopatra II. verheiratet. Im Jahre 175 v. Chr. kommt auch der Seleukide Antiochos IV. an die Regierung.
Die militärischen Aktivitäten der ägyptischen Regenten wurden von Propaganda gegen die Seleukiden begleitet, die Antiochos nicht verborgen blieb. Um sich den Rücken freizuhalten, ließ er in Rom den seit 188 v. Chr. bestehenden Freundschaftsvertrag bekräftigen und beglich gleichzeitig seine Schulden dort. Rom wiederum sondierte 172 v. Chr. in Makedonien, Griechenland, Pergamon, Syrien und Ägypten bezüglich seiner Absichten in Makedonien und stellte bei letzterem Kriegsvorbereitungen gegen Syrien fest. Diese müssen Rom in seinen Zielen äußerst willkommen gewesen sein.
Gegen Ende des Jahres 170 v. Chr. wurde in Ägypten eine gemeinsame der Regierung von Ptolemaios VI, Kleopatra II. und dem jüngeren Bruder Ptolemaios VIII. eingerichtet.

## Kriegsverlauf
169 v. Chr. wurden ägyptische Truppen Richtung Syrien in Marsch gesetzt. Antiochos IV. war jedoch nicht nur gewarnt, sondern auch vorbereitet, und konnte den Gegner bereits an der Grenze bei Pelusium abfangen. Er besiegte die Ägypter und nahm den Ort ein, woraufhin in Alexandria die Regenten durch Komanos und Kineas ersetzt wurden.
Antiochos marschierte in Ägypten ein, besetzte große Teile Unterägyptens und rückte gegen Alexandria vor, traf sich mit Ptolemaios VI., wonach der Seleukide als Vormund des Ptolemäers auftrat. Er belagerte die Stadt, die sich unter Ptolemaios VIII. gegen diese Entwicklung stemmte. Erneut schickten die Ägypter eine Gesandtschaft nach Rom, das aber weiterhin in Makedonien gebunden war. Die Eroberung Alexandrias misslang, unter anderem wegen des Nilhochwassers, aber auch, weil Antiochos wegen innenpolitischer Probleme nach Syrien zurückkehren musste. In Ägypten wurde die Dreierherrschaft durch eine Versöhnung der Geschwister wiederhergestellt.
Im folgenden Frühjahr fiel Antiochos erneut in Ägypten ein und ließ gleichzeitig Zypern erobern. Ägypten bat um Frieden, zog sich dann aber angesichts der seleukidischen Forderung, den Status quo festzuschreiben, zurück. Antiochos besetzte nun das Nildelta, zog in Memphis ein, und rückte anschließend erneut gegen Alexandria vor.
Am 22. Juni 168 v. Chr. schlugen die Römer die Makedonier in der Schlacht von Pydna, der Dritte Makedonische Krieg war zu Ende. Doch Antiochos hatte es nicht geschafft, seinen Ägyptenfeldzug vorher zum Ergebnis zu bringen. Denn nun begaben sich römische Gesandte, darunter Gaius Popillius Laenas, nach Ägypten, wo sie in Eleusis bei Alexandria mit Antiochos zusammentrafen.
Anfang Juli 168 v. Chr. war dann der berühmte „Tag von Eleusis“. Popillius überreichte Antiochos grußlos das römische Ultimatum mit den Forderungen nach Abbruch des Krieges und sofortigem Rückzug aus Ägypten. Dieser bat um Bedenkzeit, aber Popillius zog mit einem Stab einen Kreis um Antiochos und befahl ihm, „in diesem Kreis die Antwort auf das Schreiben zu erteilen“. Der Seleukide musste den Inhalt des Ultimatums zusammen mit dem Auftreten des Römers akzeptieren und verließ am 30. Schemu II (30. Juli 168 v. Chr.) Ägypten per Schiff von Pelusium aus. Wenig später erzwang die römische Gesandtschaft auf Zypern die Rückgabe der Insel. Seit dem „Tag von Eleusis“ gehörte Ägypten zum Machtbereich Roms.